# انقباض در ریخته‌گری
انقباض در ریخته‌گری، (به انگلیسی: shrinkage in casting) از جمله شایع ترین عیوب ریخته‌گری می‌باشد. انقباض یک تغییر درونی یا بیرونی می‌باشد که در هنگام انجماد فلز در فاز مایع رخ می‌دهد و دلیل آن کمتر بودن حجم مخصوص فلز جامد نسبت به فاز مایع است.

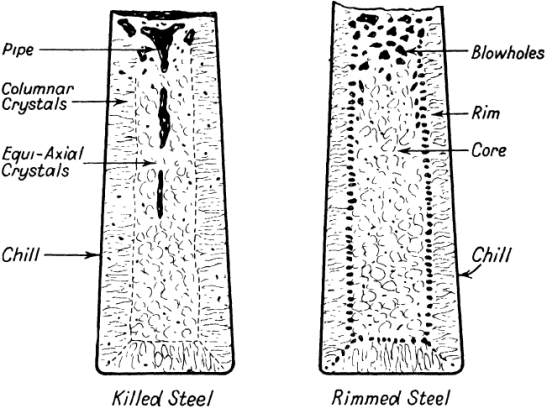

احتمال ایجاد انقباض در سطوحی که نسبت سطح به حجمشان کمتر باشد، به طرز قابل توجهی کمتر است. انقباض می‌تواند مشکلات گوناگونی در ماده ریخته‌گری شده ایجاد کند، از جمله حفره، ترک و تخلخل. این عیوب میی توانند به مراکز تمرکز تنش تبدیل شوند و هنگام بارگذاری، قطعه از این نقاط دچار شکست می‌شود. پس شناسایی انقباض و پیشگیری ایجاد آن در ساخت قطعات مختلف، مخصوصا قطعات ایمنی بسیار حایز اهمیت است.

## انواع انقباض
گاهی اوفات انقباض در سطح ماده اتفاق می‌افتاد و به راحتی دیده می‌شود ولی گاهی اوقات نیز در درون ماده است و با چشم غیر مسلح نمی‌توان آن را مشاهده کرد. در این موارد از روش‌های دیگری مانند اشعه ایکس یا روش‌های مخرب باید استفاده شود. از این رو عیوب انقباضی را به دو دسته تقسیم می‌کنیم:
1. عیوب انقباضی رو باز (Open-Shrinkage Defects)
2. عیوب انقباضی رو بسته (Closed-Shrinkage Defects)[۳]

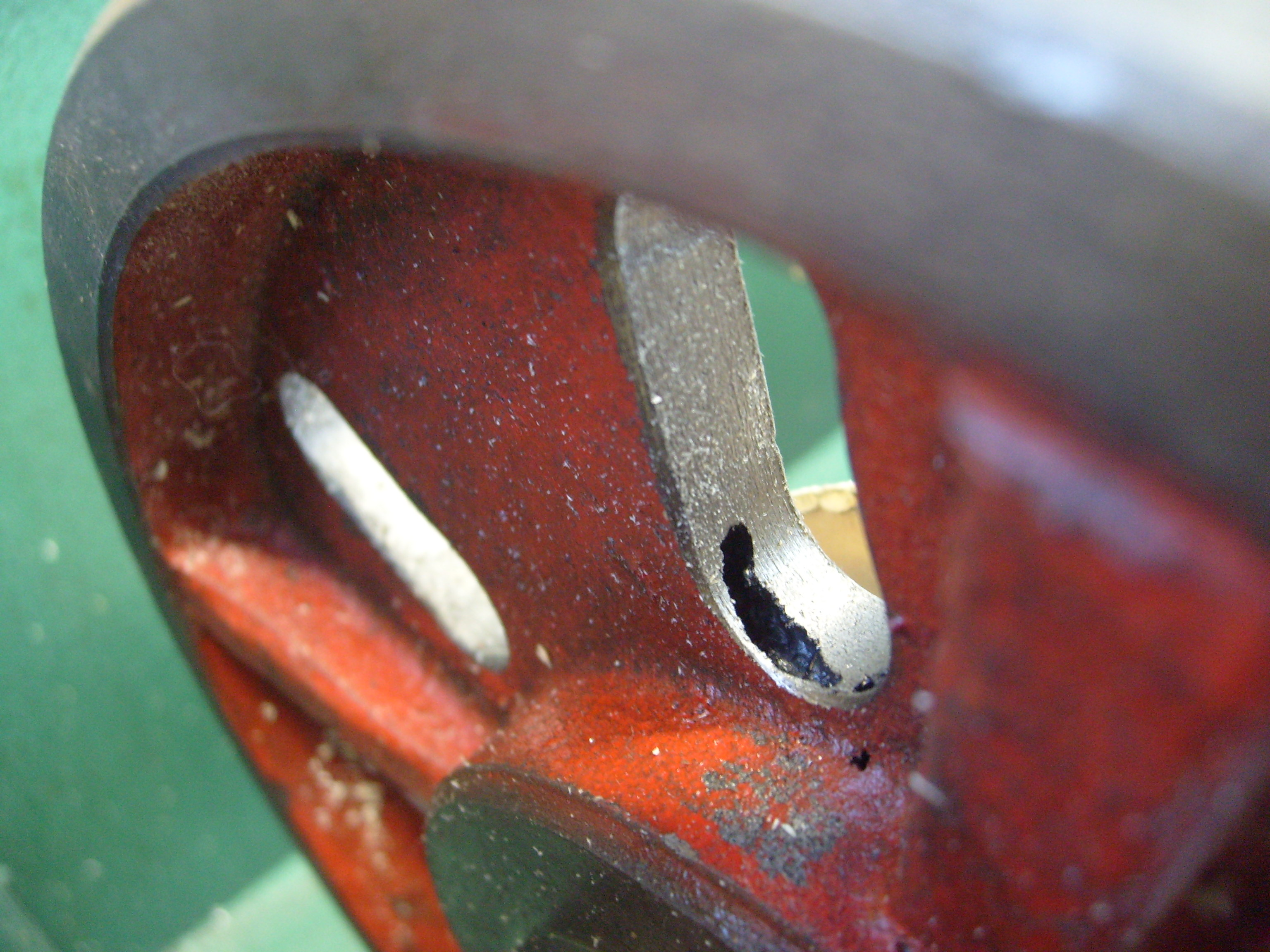

### عیوب انقباضی روباز
اگر مذاب فلز به مقدار کافی مهیا نشود برای پر کردن تمام حفره‌ها، دره‌هایی بر سطح قطعه ایجاد می‌شود که در درون آن نفوذ می‌کنند. این دره‌ها باز هستند و هوا جای خالی فلز را پر می‌کند. ترک‌ها و ترک‌های گرم (ترک‌های انقباضی) معمولا در آخرین مراحل انجماد صورت می‌گیرند و می‌توانند حول مراکز تمرکز تنش و دره‌ها و غیره تشکیل شوند و گسترش یابند. اگر هم ترکی ایجاد نشود، دره‌ها و عیوب انقباضی روباز میتوانند باعث ایجاد تنش پسماند زیادی شود که به شکست قطعه تحت تنش کمک می‌کند.

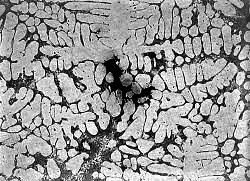

### عیوب انقباضی روبسته
تخلخل یکی از مهم ترین عیوب ریخته‌گری می‌باشد که هم به دلیل گاز‌های گیر افتاده در قالب و هم به دلیل انقباض رخ می‌دهد. تخلخل انقباضی با اختلاف رایج ترن تخلخل می‌باشد و معمولا می‌توان آن را با دیدن سوراخ‌های ریزی بر سطح قطعه تشخیص داد که به صورت ترک شاخه شاخه به درون قطعه تفوذ می‌کنند.
تخلخل می‌تواند درون قطعه نیز تشکیل شود بدون آنکه در بیرون آن اثری به جا بگذارد. این اتفاق معمولا زمانی اتفاق می‌افتاد که انجماد در اطراف فطعه اتفاق بیافتد و مذاب در درون این پوسته فلزی گیر بیافتد. در این صورت مذاب نمی‌تواند تمام داخل پوسته را پر کند به دلیل انقباض هنگام انجماد.

## دلایل ایجاد انقباض و راه‌های پیشگیری
یکی از مهم ترین دلایل عیوب انقباضی، طراحی راهگاه اصلی قالب است. که مسیری است که مذاب از طریق آن وارد قالب می‌شود. در بعضی قسمت‌ها، مانند قسمت‌های سنگین فالب، مدت بیشتری طول می‌کشد تا فلز منجمد شود که موجود بودن ماده تغذیه را کاهش و احتمال  ایجاد عیوب انقباض را افزایش می‌دهد.
1. یک راهگاه با سایز درست که مستقیما به قسمت سنگین قالب وصل شده باشد می‌تواند مذاب اولیه را تامین کند در هنگام انجماد و از بروز این مشکل جلوگیری کند. از طرفی، استفاده از راهگاه دایروی به جای راهگاه صاف یا مستطیلی نیز می‌تواند از ایجاد عیوب جلوگیری کند.
2. راهگاه‌های باریک باعث پاشش مذاب به داخل قالب می‌شوند و این موضوع موجب سرد شدن بعضی نقاط زودتر از دیگر نقاط می‌شود و احتمال ایجاد عیوب انقباضی افزایش می‌یابد. جریان مذاب به درون قالب باید تا حد ممکن یک دست باشد. برای توزیع مناسب آن می‌توان از راهگاه‌های مختلف به اطراف قالب استفاده کرد.
3. راهگاه‌های تغذیه (Risers) نیز از جمله مواردی هستند که برای کاهش عیوب انقباضی استفاده می‌شوند. آن‌ها طوری طراحی می‌شوند که بعد از بقیه نقاط منجمد شوند.

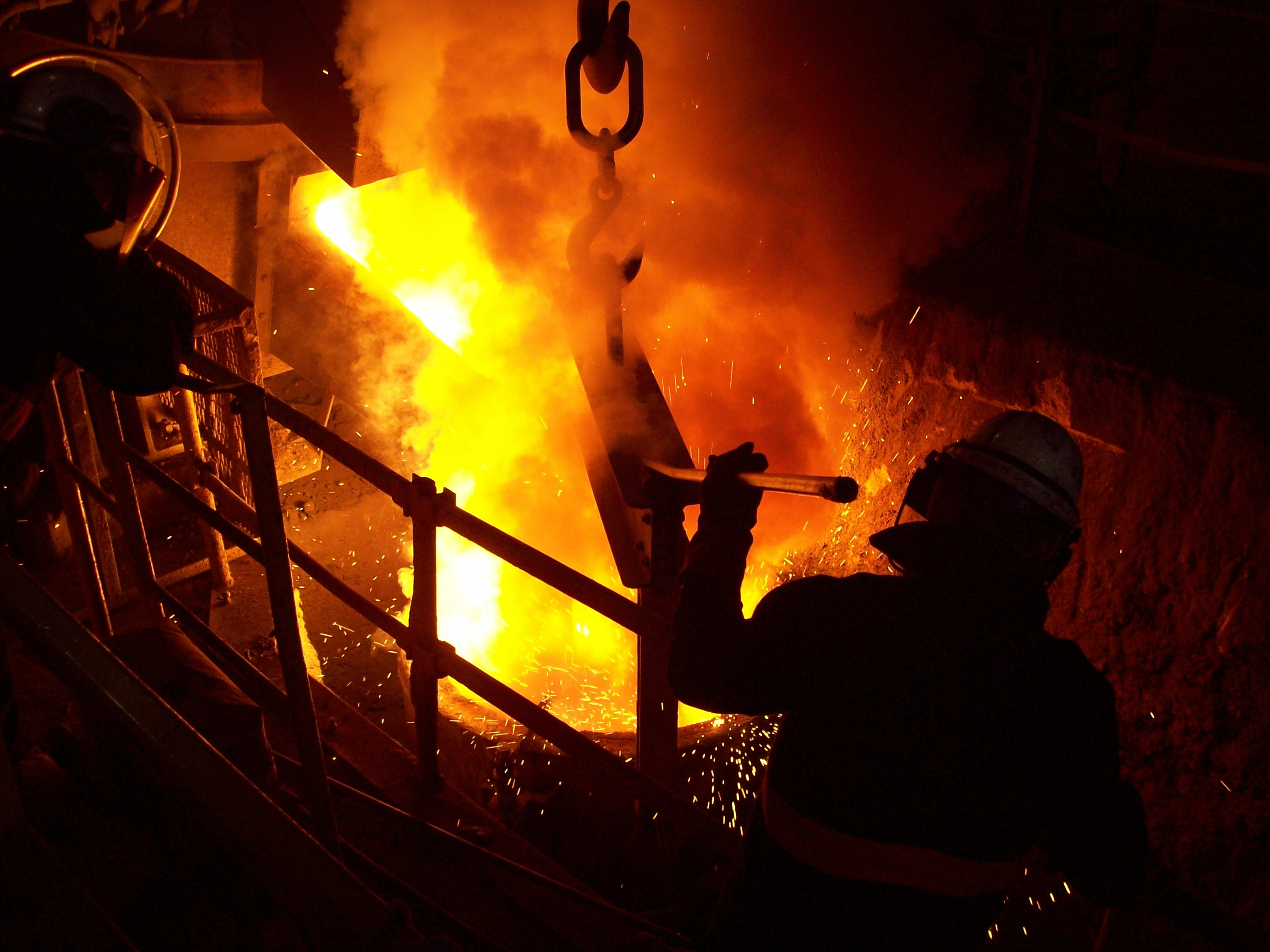

### اثر دما بر عیوب انقباضی
برای کاهش پتانسیل ایجاد عیوب انقباضی، بهتر است تا از بازه‌های دمایی خاصی در طول ریخته‌گری پیروی کنیم. مذاب فلز باید تا دمایی گرم شود تا خصوصیات مورد نظر ما را داشته باشد که معمولا حدود °100 فارنهایت بالای دمای ذوبش است. افزایش دما فراتر از آن مطلوب نمی‌باشد. دمای قالب حدود 800॰ تا 1000॰ فارنهایت به طور کلی پذیرفته است. از طرفی باید سرعت خنک شدن مذاب نیز مد نظر گرفته شود که باید حدود 100॰ فارنهایت بر دقیقه باشد پس از ریختن مذاب به داخل قالب.